# CBS Drama
CBS Drama – kanał filmowy, należący do brytyjskiej spółki AMC Networks International i CBS.

## Wersja brytyjska
CBS Drama rozpoczął nadawanie w Wielkiej Brytanii, zastępując kanał Zone Romantica. Brytyjska wersja dostępna jest (FTA) z satelity Eurobird 1 (28.5 stopnia E, w języku angielskim). Prezentuje filmy i seriale dramatyczne, obyczajowe oraz psychologiczne. od czerwca 2022 funkcjonuje pod nazwą Reality Xtra.

## Wersja polska
CBS Drama rozpoczął nadawanie w Polsce 3 grudnia 2012. W Polsce zastąpił lifestylowy kanał Club TV. Emituje głównie starsze seriale obyczajowe z biblioteki CBS oraz programy rozrywkowe. W październiku 2016 r. zapowiedziano wyłączenie kanału z końcem roku.

## W innych krajach
Na większości rynków europejskich 3 grudnia 2012 zajął miejsce kanału Zone Romantica.

## Emitowane seriale i programy
- Beverly Hills 90210
- Biografie
- Detektyw w sutannie
- Doktor Quinn
- Dynastia
- Dynastia Colbych
- Joga dla zdrowia
- Melrose Place
- Ostra pobudka z Kim
- Piękna i bestia
- Plotkary z New Jersey
- Powrót do Edenu
- Projekt: Kreator mody
- Skrzydlata Załoga
- Sunset Beach
- Świat mody według Joe Zee
- Tori i Dean
- Wstydliwy bagaż